# Dorfkirche Lehnsdorf

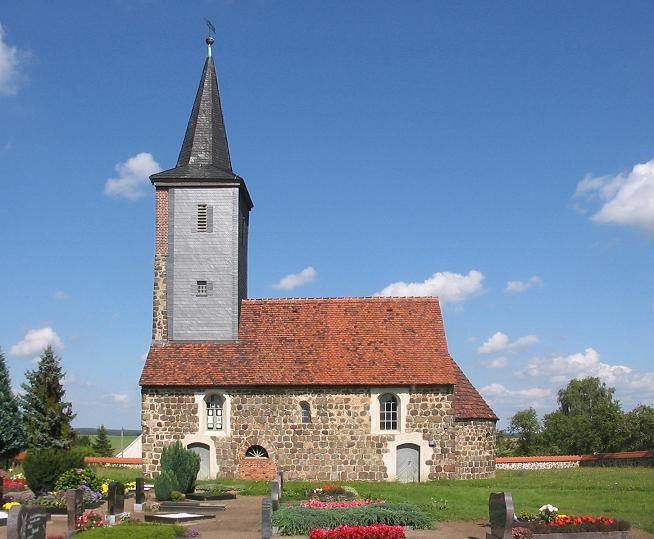
Dorfkirche Lehnsdorf

Die evangelische Dorfkirche Lehnsdorf ist eine spätromanische Feldsteinkirche aus der ersten Hälfte des 13. Jahrhunderts in Lehnsdorf, einem Ortsteil der Gemeinde Wiesenburg/Mark im Landkreis Potsdam-Mittelmark in Brandenburg. Die Kirchengemeinde gehört zum Kirchenkreis Mittelmark-Brandenburg der Evangelischen Kirche Berlin-Brandenburg-schlesische Oberlausitz.

## Lage
Die Landstraße 831 führt als Lehnsdorf von Norden kommend in südlicher Richtung durch den Ort. Die Kirche steht am nördlichen Dorfrand und östlich der genannten Straße auf einem Grundstück mit einem Kirchfriedhof, der mit einer Mauer aus unbehauenen und nicht lagig geschichteten Feldsteinen eingefriedet ist.

## Geschichte
Die Dorfkirche entstand vermutlich in der ersten Hälfte des 13. Jahrhunderts und ersetzte wohl einen hölzernen Vorgängerbau: Bei dendrochronologischen Untersuchungen entdeckten Experten einen Holzrahmen, der auf das Jahr 1177 datiert werden konnte. Lehnsdorf wurde erstmals 1215 als ville Lozeke urkundlich erwähnt, gehörte bis 1215 dem Grafen von Falkenstein und kam im genannten Jahr bis vor 1426 an das Kollegiatstift St. Marien zu Coswig/Anhalt. Das Kirchenpatronat lag beim sächsischen Kurfürsten. Ab um 1450 war Lehnsdorf Tochterkirche von Raben. Dem Pfarrer stand im Jahr 1575 eine Pfarrhufe zu. Er bekam außerdem 2 Dreißig 2 ½ Mandeln Heidekorn als Zehnt. Der Küster erhielt 8 Scheffel Korn und 12 Brote.
Das Bauwerk besaß ursprünglich an der Südseite ein Gemeindeportal und hatte an der Nord- und Südseite je drei Fenster sowie drei Fenster in der Apsis. Das Gemeindeportal wurde im 18. Jahrhundert im unteren Teil mit Mauersteinen zugesetzt. Gleichzeitig wurden die jeweils östlichen und westlichen Fenster an der Nord- und Südseite vergrößert und mit neuen Ziegelbögen versehen. Die Erhöhung des Turms über dem Westgiebel mit massiver, in Mauerwerk ausgeführter Westwand und Schieferverkleidung an den übrigen Seiten erfolgte im Jahr 1862. Es ist denkbar, dass im Rahmen dieses Umbaus das Turmportal eingebrochen wurde. In den Jahren 1907/1908 fand eine Instandsetzung der Kirche im Jugendstil statt.
Der Turm erhielt im Jahr 1956 eine neue Eindeckung mit Schiefer. Die Seitenemporen wurden 1969 aus dem Bauwerk entfernt; dabei wurde die Westempore vorgezogen. Darunter entstand im Folgejahr ein Gemeinde- und Unterrichtsraum. Die Kirche erhielt außerdem eine elektrische Beleuchtung. Auf der Empore stellte die Kirchengemeinde im Jahr 1981 eine Orgel der Mitteldeutschen Orgelbauanstalt Voigt auf. Kirchendach und Apsis wurden 1988 neu eingedeckt; 2002 der Turm renoviert.

## Baubeschreibung

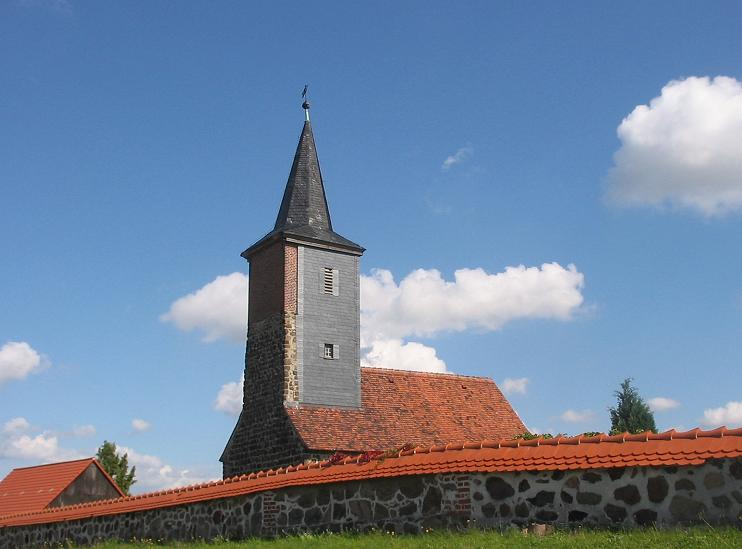
Ansicht von Südwesten

Das Bauwerk entstand im Wesentlichen aus Feldsteinen, die behauen und lagig geschichtet wurden. Die Apsis ist halbrund, 2,60 m ausgewölbt und besitzt drei Fenster mit je einer Höhe von 110 cm und einer Breite von 55 cm. Sie stammen aus der Bauzeit der Kirche.
Das Kirchenschiff hat einen rechteckigen Grundriss mit einer Länge von 14,40 m und einer Breite von 7,80 m. Der Giebel im Osten ist bis auf eine kleine Öffnung fensterlos. An der Nordseite sind drei Fenster, zwei hiervon – das östliche und westliche – sind korbbogenförmig vergrößert. Lediglich das mittlere Fenster stammt noch aus der Bauzeit. An der Südseite wurden gleichartige Fenster verbaut. Hinzu kam jedoch ein tiefsitzendes, halbrundes Fenster, das oberhalb des zugesetzten Gemeindeportals verbaut wurde. Dabei wurde auch das ursprüngliche Gewände aus Feldstein entfernt. Eine Besonderheit ist ein bauzeitliches Krückenkreuz, das in den Schlussstein eingeritzt wurde. Die beiden anderen, noch vorhandenen Portale besitzen Gewände aus Industrieziegeln. Es ist denkbar, dass das östlich gelegene Portal ein früher vorhandenes Priesterportal vollständig überdeckt. Möglich ist auch, dass die Kirche zur Zeit des Barock vollständig verputzt war. Das Schiff trägt ein schlichtes Satteldach.
Die Westwand ist fensterlos und geht in den Westgiebel über, der die Wand des Turms bildet. Die übrigen Seiten sind mit Schiefer bedeckt. An der Nord- und Südseite ist jeweils ein hochrechteckiges Fenster, darüber an der Nord-, Ost- und Südseite eine hochrechteckige Klangarkade. Der achtseitige geknickte Turmhelm schließt mit Turmkugel und Wetterfahne ab. Diese trägt die eingravierte Jahreszahl 1862.

## Ausstattung
Der Kanzelaltar besitzt eine Altarwand mit seitlichen Durchgängen in die Apsis aus dem 19. Jahrhundert. Allerdings wurden auch Teile aus dem 18. Jahrhundert verbaut. Der polygonale Kanzelkorb ist mit gedrehten Säulen und Ornamentwangen verziert und zeigt in den Feldern die Bilder der Evangelisten. Oberhalb ist ein kronenartiger Schalldeckel mit einer aufgemalten Taube an seiner Unterseite. An den Durchgängen sind Figuren von David und Salomon sowie Engel angebracht. Die hölzerne Fünte ist schlicht und stammt aus der Zeit des Barock. Auf der Westempore steht in einer Winterkirche eine Orgel. Das Bauwerk ist im Innern mit einer flachen Holzdecke und freiliegenden Balken ausgestattet; die Decke selbst mit ornamentalen Motiven bemalt.